# Luis Puenzo
Luis Adalberto Puenzo (Buenos Aires, 1946. február 19. –) argentin filmrendező, filmproducer és forgatókönyvíró. Főleg hazája filmiparában működik, de dolgozott az Egyesült Államokban is.

## Élete
Puenzo 1946-ban született Buenos Airesben. Sikeres karriert 1965-ben kezdett televíziós reklámszpotok készítésével Argentínában. Sergio Tamburrival (a híres Porteña Jazz Band filmvágója és harsonaművésze) megalapította a Luis Puenzo Cinema produkciós céget; amely nevét 1974-ben Cinemanía SA-ra változtatták.
Az argentin polgári-katonai diktatúra idején, az 1970-es évek közepén és az 1980-as évek elején sok filmes vált az elnyomás áldozatává, és néhányan száműzetésbe vonultak; mások eltűntek. Ebben a nehéz időszakban Puenzo úgy döntött, hogy kizárólag reklámmal foglalkozik.
Az Amerikai Egyesült Államokban Gregory Peck, Jane Fonda és Jimmy Smits főszereplésével készült Tüzes alkony (1989) című filmjéről lett világszerte ismert.
A hivatalos változat (1985) című filmje elnyerte a legjobb külföldi filmnek járó Oscar-díjat és számos egyéb elismerést.
Alberto Fernández elnöklete alatt az INCAA elnöke volt.

## Kritikai fogadtatása
A hivatalos változat, amely vitathatatlanul Puenzo eddigi legjobb alkotása, a filmkritikusok és tudósok dicséretben részesült, amiért olyan történetet vitt vászonra, amely „kiváló kiindulópont Argentína és Latin-Amerika mai legszembetűnőbb problémáinak feltárásához. a film különböző témákat dolgoz fel, nagyon személyesen mutatja be az egyénekre gyakorolt hatásukat, ezáltal közvetlenebbé teszi őket.” „Mára Puenzo filmje számos latin-amerikai kulturális kurzus alapdarabjává vált az Egyesült Államokban és Európában, és megőrzi relevanciáját annak ellenére, hogy már jócskán a (harmadik évezred) második évtizedben járunk.”
Sandra Brennan szerint filmjei többsége „a karakterek és kapcsolatok kutakodó, metaforikus portréit kínálja a nagyobb társadalompolitikai problémákkal szemben”.

## Filmográfia
- Luces de mis zapatos (1973)
- Las Sorpresas (1975), a „Cinco años de vida” részlete
- A hivatalos változat (1985)
- Tüzes alkony (1989)
- Tárt karokkal (1990)
- A pestis (1992) Albert Camus azonos című regénye alapján
- Megtört csend (2002), Mini-tévésorozat, a „Some Who Lived” epizódja
- La Puta y la Ballena (2004), A kurva és a bálna

## DíjaiA hivatalos változatért

### Elnyertek
- Oscar-díj : Legjobb idegen nyelvű film, 1985
- Az Argentin Filmkritikusok Szövetségének díjai : Ezüst Kondor, legjobb rendező és legjobb forgatókönyv, 1986
- Berlini Nemzetközi Filmfesztivál : Interfilm-díj, Otto Dibelius Filmdíj, Luis Puenzo, 1986
- Cannes-i Filmfesztivál : az ökumenikus zsűri díja, Luis Puenzo (1986)
- Torontói Nemzetközi Filmfesztivál : People's Choice Award, Luis Puenzo, 1985
- Latin Entertainment Critics Szövetsége : Premio ACE, 1985

### Jelölések
- Oscar-díj: Legjobb író, közvetlenül a vászonra írt forgatókönyv, 1985
- Cannes-i fesztivál: Arany Pálma, Luis Puenzo, 1985

## Fordítás
- Ez a szócikk részben vagy egészben  a   Luis Puenzo című angol Wikipédia-szócikk fordításán alapul.  Az eredeti cikk szerkesztőit annak laptörténete sorolja fel. Ez a jelzés csupán a megfogalmazás eredetét és a szerzői jogokat jelzi, nem szolgál a cikkben szereplő információk forrásmegjelöléseként.